# Quatro Grandes Contos Folclóricos da China
Os Quatro Grandes Contos Folclóricos da China foram selecionados pelo Movimento do Folclore na década de 1920 da República da China e incluem as histórias dos Amantes-Borboleta, da Senhora Meng Jiang, a Lenda da Serpente Branca, e O Vaqueiro e a Tecelã. As quatro incluem o tema principal de que "o amor tudo vence". Tiveram grande impacto na literatura, teatro, musicais e em filmes posteriormente.
Antes existentes em várias versões de contos populares, tornaram-se difundidas em uma única reformulação moderna na qual o tema principal era o romance entre dois personagens. Se antes a virtude fundamental era a piedade filial, com o Movimento da Nova Cultura e o Movimento Quatro de Maio no início do século XX, o novo valor se tornou o amor romântico, em que intelectuais modernos criticavam o casamento arranjado e a família tradicional chinesa, defendendo a liberdade de os jovens escolherem o parceiro de casamento por amor verdadeiro, sem interferência dos pais. Os significados anteriores das histórias originais, porém, eram outros, incluindo advertências contra os perigos da paixão.